# Dania na Letnich Igrzyskach Olimpijskich 1972
Danię na Letnich Igrzyskach Olimpijskich 1972 reprezentowało 126 sportowców (114 mężczyzn i dwanaście kobiet) w 74 konkurencjach. Był to siedemnasty start reprezentacji Danii na letnich igrzyskach olimpijskich.

## Zdobyte medale
| Medal | Zawodnik       | Dyscyplina       | Konkurencja            | Rezultat    |
| ----- | -------------- | ---------------- | ---------------------- | ----------- |
| Złoto | Niels Fredborg | Kolarstwo torowe | Wyścig na 1 km na czas | 1:06,44 min |

## Skład kadry

### Boks
Mężczyźni
| Zawodnik     | Konkurencja | 1/32                  | 1/16                 | 1/8                   | Ćwierćfinał            | Półfinał         | Finał            | Finał   |
| Zawodnik     | Konkurencja | Przeciwnik Wynik      | Przeciwnik Wynik     | Przeciwnik Wynik      | Przeciwnik Wynik       | Przeciwnik Wynik | Przeciwnik Wynik | Miejsce |
| ------------ | ----------- | --------------------- | -------------------- | --------------------- | ---------------------- | ---------------- | ---------------- | ------- |
| Erik Madsen  | -60 kg      | Wolny los             | Charlie Nash P (0:5) | Nie awansował         | Nie awansował          | Nie awansował    | Nie awansował    | 17.     |
| Ib Bøtcher   | -67 kg      | Nicolas Ortíz W (2:3) | John Rodgers P (1:4) | Nie awansował         | Nie awansował          | Nie awansował    | Nie awansował    | 17.     |
| Poul Knudsen | -75 kg      |                       | Wolny los            | William Peets W (5:0) | Prince Amartey P (2:3) | Nie awansował    | Nie awansował    | 5.      |

### Gimnastyka
Mężczyźni
| Zawodnik        | Konkurencje            | Konkurencje            | Konkurencje     | Konkurencje     | Konkurencje                 | Konkurencje                 | Konkurencje          | Konkurencje          | Konkurencje            | Konkurencje            | Konkurencje         | Konkurencje         | Konkurencje | Konkurencje |
| Zawodnik        | Wielobój indywidualnie | Wielobój indywidualnie | Ćwiczenia wolne | Ćwiczenia wolne | Ćwiczenia na koniu z łękami | Ćwiczenia na koniu z łękami | Ćwiczenia na kółkach | Ćwiczenia na kółkach | Ćwiczenia na poręczach | Ćwiczenia na poręczach | Ćwiczenia na drążku | Ćwiczenia na drążku | Skoki       | Skoki       |
| Zawodnik        | Wynik                  | Pozycja                | Wynik           | Pozycja         | Wynik                       | Pozycja                     | Wynik                | Pozycja              | Wynik                  | Pozycja                | Wynik               | Pozycja             | Wynik       | Pozycja     |
| --------------- | ---------------------- | ---------------------- | --------------- | --------------- | --------------------------- | --------------------------- | -------------------- | -------------------- | ---------------------- | ---------------------- | ------------------- | ------------------- | ----------- | ----------- |
| Ole Benediktson | 98,50                  | 102.                   | 16,10           | 102.            | 16,80                       | 74.                         | 15,15                | 109.                 | 17,80                  | 63.                    | 15,75               | 99.                 | 16,90       | 107.        |

### Jeździectwo
| Zawodnik                                                 | Konkurencja              | Grand Prix | Grand Prix | Finał          | Finał          |
| Zawodnik                                                 | Konkurencja              | Wynik      | Poz.       | Wynik          | Poz.           |
| -------------------------------------------------------- | ------------------------ | ---------- | ---------- | -------------- | -------------- |
| Ulla Petersen                                            | Ujeżdżenie indywidualnie | 1534,0     | 14.        | Nie awansowała | Nie awansowała |
| Aksel Malling Mikkelsen                                  | Ujeżdżenie indywidualnie | 1597,0     | 10.        | 1060,0         | 11.            |
| Charlotte Ingemann                                       | Ujeżdżenie indywidualnie | 1475,0     | 20.        | Nie awansował  | Nie awansował  |
| Ulla Petersen Aksel Malling Mikkelsen Charlotte Ingemann | Ujeżdżenie drużynowo     |            |            | 4606,0         | 4.             |

### Kajakarstwo
Mężczyźni
| Zawodnik                       | Konkurencja | Eliminacje | Eliminacje | Repasaże | Repasaże | Półfinały      | Półfinały      | Finał          | Finał          | Pozycja        |
| Zawodnik                       | Konkurencja | Czas       | Pozycja    | Czas     | Pozycja  | Czas           | Pozycja        | Czas           | Pozycja        | Pozycja        |
| ------------------------------ | ----------- | ---------- | ---------- | -------- | -------- | -------------- | -------------- | -------------- | -------------- | -------------- |
| Erik Hansen                    | K-1 1000 m  | 4:07,72    | 4.         | 3:53,86  | 1.       | 3:51,12        | 1.             | 3:52,15        | 7.             | 7.             |
| Jens Sørensen Jørgen Andersen  | K-2 1000 m  | 3:46,32    | 4.         | 3:40,52  | 1.       | 3:38,61        | 4.             | Nie awansowali | Nie awansowali | Nie awansowali |
| Lennart Mathiasen Søren Boysen | C-2 1000 m  | 4:39,50    | 8.         | 4:06,30  | 4.       | Nie awansowali | Nie awansowali | Nie awansowali | Nie awansowali | Nie awansowali |

Kobiety
| Zawodnik   | Konkurencja | Eliminacje | Eliminacje | Repasaże | Repasaże | Półfinały | Półfinały | Finał   | Finał   | Pozycja |
| Zawodnik   | Konkurencja | Czas       | Pozycja    | Czas     | Pozycja  | Czas      | Pozycja   | Czas    | Pozycja | Pozycja |
| ---------- | ----------- | ---------- | ---------- | -------- | -------- | --------- | --------- | ------- | ------- | ------- |
| Kate Olsen | K-1 500 m   | 2:16,44    | 5.         | 2:07,92  | 2.       | 2:06,20   | 3.        | 2:07,16 | 7.      | 7.      |

#### Kolarstwo szosowe
| Zawodnik                                                       | Konkurencja                    | Czas                 | Pozycja              |
| -------------------------------------------------------------- | ------------------------------ | -------------------- | -------------------- |
| Jørgen Marcussen                                               | wyścig ze startu wspólnego (m) | 4:15:13              | 21.                  |
| Ove Jensen                                                     | wyścig ze startu wspólnego (m) | 4:15:13              | 28.                  |
| Henning Jørgensen                                              | wyścig ze startu wspólnego (m) | 4:17:09              | 48.                  |
| Eigil Sørensen                                                 | wyścig ze startu wspólnego (m) | Nie ukończył wyścigu | Nie ukończył wyścigu |
| Jørgen Emil Hansen Junker Jørgensen Jørn Lund Jørgen Marcussen | jazda drużynowa na czas (m)    | 2:15:25,1            | 11.                  |

### Kolarstwo torowe
| Zawodnik       | Konkurencja | Runda 1                | Runda 1 Repasaż         | Runda 2                               | Runda 2 Repasaż   | 1/8 finału                     | 1/8 finału Repasaż                | 1/8 finału Repasaż finał | Ćwierćfinały    | Półfinały       | Finał           | Pozycja       |
| Zawodnik       | Konkurencja | Przeciwnik Czas        | Przeciwnik Czas         | Przeciwnik Czas                       | Przeciwnik Czas   | Przeciwnik Czas                | Przeciwnik Czas                   | Przeciwnik Czas          | Przeciwnik Czas | Przeciwnik Czas | Przeciwnik Czas | Pozycja       |
| -------------- | ----------- | ---------------------- | ----------------------- | ------------------------------------- | ----------------- | ------------------------------ | --------------------------------- | ------------------------ | --------------- | --------------- | --------------- | ------------- |
| Niels Fredborg | sprint      | Maurice Hugh-Sam 12,16 |                         | John Nicholson Honson Chin            | Honson Chin 11,96 | Daniel Morelon Peter van Doorn | Ivan Kučírek Gérard Quintyn 11,91 | Karl Köther 11,59        | John Nicholson  | Nie awansował   | Nie awansował   | 5.            |
| Peder Pedersen | sprint      | Karl Köther            | Geoffery Burnside 11,34 | Dieter Berkmann Peter van Doorn 11,69 |                   | John Nicholson Ivan Kučírek    | Vladimír Vačkář Andrzej Bek       | Nie awansował            | Nie awansował   | Nie awansował   | Nie awansował   | Nie awansował |

| Zawodnik       | Konkurencja    | Czas    | Pozycja |
| -------------- | -------------- | ------- | ------- |
| Niels Fredborg | wyścig na 1 km | 1:06,44 | złoto   |

| Zawodnik                                                  | Konkurencja   | Kwalifikacje | Kwalifikacje | 1/8 finału | 1/8 finału | Ćwierćfinał    | Ćwierćfinał    | Półfinał       | Półfinał       | Finał          | Finał          | Pozycja |
| Zawodnik                                                  | Konkurencja   | Czas         | M.           | Przeciwnik | Czas       | Przeciwnik     | Czas           | Przeciwnik     | Czas           | Przeciwnik     | Czas           | Pozycja |
| --------------------------------------------------------- | ------------- | ------------ | ------------ | ---------- | ---------- | -------------- | -------------- | -------------- | -------------- | -------------- | -------------- | ------- |
| Reno Olsen                                                | indywidualnie | 5:02,00      | 13.          |            |            | Nie awansowali | Nie awansowali | Nie awansowali | Nie awansowali | Nie awansowali | Nie awansowali | 13.     |
| Gunnar Asmussen Svend Erik Bjerg Reno Olsen Bent Pedersen | drużynowo     | 4:34,70      | 13.          |            |            | Nie awansowali | Nie awansowali | Nie awansowali | Nie awansowali | Nie awansowali | Nie awansowali | 13.     |

### Lekkoatletyka
Mężczyźni
Konkurencje biegowe
| Zawodnik         | Konkurencja           | Eliminacje | Eliminacje | Ćwierćfinał | Ćwierćfinał | Półfinał      | Półfinał      | Finał         | Finał         |
| Zawodnik         | Konkurencja           | Wynik      | Miejsce    | Wynik       | Miejsce     | Wynik         | Miejsce       | Wynik         | Miejsce       |
| ---------------- | --------------------- | ---------- | ---------- | ----------- | ----------- | ------------- | ------------- | ------------- | ------------- |
| Tom Hansen       | 1500 m                | 3:41,08    | 2.         |             |             | 3:41,6        | 3.            | 3:41,6        | 10.           |
| Gerd Larsen      | 1500 m                | 3:44,7     | 4.         |             |             | 3:59,4        | 10.           | Nie awansował | Nie awansował |
| Gert Kærlin      | 5000 m                | 14:39,2    | 10.        |             |             |               |               | Nie awansował | Nie awansował |
| Jørn Lauenborg   | 5000 m                | 14:18,8    | 11.        |             |             |               |               | Nie awansował | Nie awansował |
| Jørgen Jensen    | maraton               |            |            |             |             |               |               | 2:24:00,2     | 30.           |
| Jesper Tørring   | 110 m przez płotki    | 14,50      | 5.         |             |             | Nie awansował | Nie awansował | Nie awansował | Nie awansował |
| Wigmar Pedersen  | 3000 m z przeszkodami | 9:03,0     | 12.        |             |             |               |               | Nie awansował | Nie awansował |
| Ole David Jensen | chód na 50 km         |            |            |             |             |               |               | 4:57:13,8     | 29.           |

Konkurencje techniczne
| Zawodnik       | Konkurencja  | Kwalifikacje                                  | Kwalifikacje                                  | Finał                                         | Finał                                         |
| Zawodnik       | Konkurencja  | Wynik                                         | Miejsce                                       | Wynik                                         | Miejsce                                       |
| -------------- | ------------ | --------------------------------------------- | --------------------------------------------- | --------------------------------------------- | --------------------------------------------- |
| Jesper Tørring | skok w dal   | Nie zaliczył żadnej odległości w eliminacjach | Nie zaliczył żadnej odległości w eliminacjach | Nie zaliczył żadnej odległości w eliminacjach | Nie zaliczył żadnej odległości w eliminacjach |
| Kaj Andersen   | rzut dyskiem | 53,52                                         | 25.                                           | Nie awansował                                 | Nie awansował                                 |

| Zawodnik           | Konkurencje   | Konkurencje                | Wyniki | Punkty | Miejsce |
| ------------------ | ------------- | -------------------------- | ------ | ------ | ------- |
| Steen Smidt-Jensen | dziesięciobój | bieg 100 m                 | 11,07  | 787    | 12.     |
| Steen Smidt-Jensen | dziesięciobój | skok w dal                 | 6,95   | 810    | 18.     |
| Steen Smidt-Jensen | dziesięciobój | pchnięcie kulą             | 13,35  | 687    | 24.     |
| Steen Smidt-Jensen | dziesięciobój | skok wzwyż                 | 2,01   | 885    | 5.      |
| Steen Smidt-Jensen | dziesięciobój | bieg 400 m                 | 50,1   | 801    | 23.     |
| Steen Smidt-Jensen | dziesięciobój | bieg na 110 m przez płotki | 14,65  | 887    | 3.      |
| Steen Smidt-Jensen | dziesięciobój | rzut dyskiem               | 44,80  | 778    | 11.     |
| Steen Smidt-Jensen | dziesięciobój | skok o tyczce              | 4,80   | 1005   | 1.      |
| Steen Smidt-Jensen | dziesięciobój | rzut oszczepem             | 55,24  | 701    | 18.     |
| Steen Smidt-Jensen | dziesięciobój | bieg na 1500 m             | 4:24,7 | 626    | 7.      |
| Steen Smidt-Jensen | dziesięciobój | Finał                      |        | 7947   | 7.      |

Kobiety
Konkurencje biegowe
| Zawodniczka          | Konkurencja   | Eliminacje | Eliminacje | Ćwierćfinał | Ćwierćfinał | Półfinał | Półfinał | Finał          | Finał          |
| Zawodniczka          | Konkurencja   | Wynik      | Miejsce    | Wynik       | Miejsce     | Wynik    | Miejsce  | Wynik          | Miejsce        |
| -------------------- | ------------- | ---------- | ---------- | ----------- | ----------- | -------- | -------- | -------------- | -------------- |
| Annelise Damm Olesen | bieg na 800 m | 2:01,77    | 2.         |             |             | 2:04,19  | 6.       | Nie awansowała | Nie awansowała |

Konkurencje techniczne
| Zawodniczka       | Konkurencja | Kwalifikacje | Kwalifikacje | Finał          | Finał          |
| Zawodniczka       | Konkurencja | Wynik        | Miejsce      | Wynik          | Miejsce        |
| ----------------- | ----------- | ------------ | ------------ | -------------- | -------------- |
| Grith Ejstrup     | skok wzwyż  | 1,76         | 1.           | 1,82           | 12.            |
| Solveig Langkilde | skok wzwyż  | 1,76         | 21.          | Nie awansowała | Nie awansowała |

### Łucznictwo
Mężczyźni
| Zawodnik        | Konkurencja       | 1 Runda FITA | 1 Runda FITA | 1 Runda FITA | 1 Runda FITA | 1 Runda FITA | 2 Runda FITA | 2 Runda FITA | 2 Runda FITA | 2 Runda FITA | 2 Runda FITA | Łącznie | Miejsce |
| Zawodnik        | Konkurencja       | 90 m         | 70 m         | 50 m         | 30 m         | Razem        | 90 m         | 70 m         | 50 m         | 30 m         | Razem        | Łącznie | Miejsce |
| --------------- | ----------------- | ------------ | ------------ | ------------ | ------------ | ------------ | ------------ | ------------ | ------------ | ------------ | ------------ | ------- | ------- |
| Arne Jacobsen   | indywidualnie (m) | 244          | 296          | 303          | 343          | 1188         | 288          | 305          | 301          | 341          | 1235         | 2423    | 8.      |
| Herluf Andersen | indywidualnie (m) | 244          | 306          | 298          | 330          | 1178         | 275          | 317          | 297          | 327          | 1216         | 2394    | 13.     |

Kobiety
| Zawodniczka          | Konkurencja       | 1 Runda FITA | 1 Runda FITA | 1 Runda FITA | 1 Runda FITA | 1 Runda FITA | 2 Runda FITA | 2 Runda FITA | 2 Runda FITA | 2 Runda FITA | 2 Runda FITA | Łącznie | Miejsce |
| Zawodniczka          | Konkurencja       | 70 m         | 60 m         | 50 m         | 30 m         | Razem        | 70 m         | 60 m         | 50 m         | 30 m         | Razem        | Łącznie | Miejsce |
| -------------------- | ----------------- | ------------ | ------------ | ------------ | ------------ | ------------ | ------------ | ------------ | ------------ | ------------ | ------------ | ------- | ------- |
| Erna Rahbek Pedersen | indywidualnie (k) | 267          | 283          | 241          | 320          | 1111         | 241          | 300          | 262          | 330          | 1133         | 2244    | 26.     |
| Lilli Lentz          | indywidualnie (k) | 242          | 294          | 258          | 315          | 1109         | 252          | 276          | 258          | 323          | 1109         | 2218    | 29.     |

### Pięciobój nowoczesny
| Zawodnik                                     | Konkurencja | Jazda konna | Jazda konna | Jazda konna | Szermierka      | Szermierka | Szermierka | Strzelanie | Strzelanie | Strzelanie | Pływanie | Pływanie | Pływanie | Bieg przełajowy | Bieg przełajowy | Bieg przełajowy | Suma punktów | Pozycja |
| Zawodnik                                     | Konkurencja | Czas        | M.          | Punkty      | wygrane/Porażki | M.         | Punkty     | Wynik      | M.         | Punkty     | Czas     | M.       | Punkty   | Czas            | M.              | Punkty          | Suma punktów | Pozycja |
| -------------------------------------------- | ----------- | ----------- | ----------- | ----------- | --------------- | ---------- | ---------- | ---------- | ---------- | ---------- | -------- | -------- | -------- | --------------- | --------------- | --------------- | ------------ | ------- |
| Jørn Steffensen                              | mężczyźni   | 2:29,3      | 27.         | 1005        | 30/28           | 24.        | 791        | 934        | 14.        | 191        | 3:50,8   | 31.      | 1028     | 13:32,9         | 17.             | 1129            | 4887         | 14.     |
| Klaus Petersen                               | mężczyźni   | 2:18,3      | 31.         | 990         | 28/30           | 31.        | 753        | 180        | 49.        | 692        | 3:40,8   | 14.      | 1108     | 14:32,1         | 52.             | 949             | 4492         | 37.     |
| René Heitmann                                | mężczyźni   | 2:48,2      | 48.         | 910         | 23/35           | 46.        | 658        | 177        | 55.        | 626        | 3:53,0   | 39.      | 1008     | 14:19,6         | 48.             | 988             | 4190         | 52.     |
| Jørn Steffensen Klaus Petersen René Heitmann | drużynowo   |             | 15.         | 2905        |                 | 13.        | 2180       |            | 15.        | 2252       |          | 9.       | 3144     |                 | 15.             | 3066            | 13547        | 14.     |

### Piłka ręczna
Turniej mężczyzn
- Reprezentacja mężczyzn

| - Arne Andersen - Bent Jørgensen - Claus From - Flemming Hansen - Flemming Lauritzen - Jørgen Frandsen - Jørgen Heidemann - Jørgen Vodsgaard |  | - Karsten Sørensen - Kay Jørgensen - Keld Andersen - Søren Jensen - Svend Lund - Thor Munkager - Tom Lund - Vagn Nielsen |

Reprezentacja Danii brała udział w rozgrywkach grupy A turnieju olimpijskiego zajmując w niej czwarte miejsce. W meczu o 7. miejsce reprezentacja Danii uległa reprezentacji Czechosłowacji.
Grupa A
| Drużyna    | M | Mecze | Mecze | Mecze | Bramki | Bramki | Bramki | Pkt |
| Drużyna    | M | W     | R     | P     | +      | –      | +/-    | Pkt |
| ---------- | - | ----- | ----- | ----- | ------ | ------ | ------ | --- |
| ZSRR       | 5 | 4     | 0     | 1     | 111    | 77     | +34    | 8   |
| RFN        | 5 | 4     | 0     | 1     | 97     | 76     | +21    | 8   |
| Jugosławia | 5 | 4     | 0     | 1     | 110    | 93     | +17    | 8   |
| Dania      | 5 | 2     | 0     | 3     | 92     | 102    | 10     | 4   |
| Japonia    | 5 | 1     | 0     | 4     | 96     | 111    | -15    | 2   |
| Kanada     | 5 | 0     | 0     | 5     | 75     | 122    | -49    | 0   |

#### Rozgrywki grupowe
| 18 lipca 197219:00 | RFN | 18:14(7:5) | Dania |  |
| 18 lipca 197219:00 |     | 18:14(7:5) |       |  |

| 20 lipca 197220:30 | Jugosławia | 25:17(13:5) | Dania |  |
| 20 lipca 197220:30 |            | 25:17(13:5) |       |  |

| 22 lipca 197219:00 | Dania | 21:17(8:11) | Japonia | Sherbrooke/Sp Palace |
| 22 lipca 197219:00 |       | 21:17(8:11) |         | Sherbrooke/Sp Palace |

| 24 lipca 197220:30 | Dania | 24:18(7:6) | Kanada |  |
| 24 lipca 197220:30 |       | 24:18(7:6) |        |  |

| 26 lipca 197219:00 | ZSRR | 24:16(13:7) | Dania |  |
| 26 lipca 197219:00 |      | 24:16(13:7) |       |  |

#### Mecz o 7. miejsce
| 27 lipca 197219:00 | Dania | 21:25(13:11) | Czechosłowacja |  |
| 27 lipca 197219:00 |       | 21:25(13:11) |                |  |

### Piłka nożna
- Reprezentacja mężczyzn

| - Allan Simonsen - Heino Hansen - Flemming Ahlberg - Flemming Pedersen - Hans Hansen - Jack Hansen - Jørgen Rasmussen - Heinz Hildebrandt |  | - Keld Bak - Kristen Nygaard Kristensen - Leif Printzlau - Max Rasmussen - Mogens Therkildsen - Per Røntved - Sten Ziegler - Svend Andresen |

Reprezentacja Danii brała udział w rozgrywkach grupy 3 turnieju olimpijskiego, w której zajęła 2. miejsce i awansowała do drugiej rundy. W drugiej rundzie brała udział w rozgrywkach grupy B, w której zajęła 3. miejsce. Ostatecznie reprezentacja Danii została sklasyfikowana na miejscu 5.

#### Pierwsza runda
Grupa 3
| Drużyna  | M | Mecze | Mecze | Mecze | Bramki | Bramki | Bramki | Pkt |
| Drużyna  | M | W     | R     | P     | +      | –      | +/-    | Pkt |
| -------- | - | ----- | ----- | ----- | ------ | ------ | ------ | --- |
| Węgry    | 3 | 2     | 1     | 0     | 9      | 2      | +7     | 5   |
| Dania    | 3 | 2     | 0     | 1     | 7      | 4      | +3     | 4   |
| Iran     | 3 | 1     | 0     | 2     | 1      | 9      | -8     | 2   |
| Brazylia | 3 | 0     | 1     | 2     | 4      | 6      | -2     | 1   |

| 27 sierpnia 1972 | Brazylia · José Carlos dos Santos 68' · José Carlos dos Santos 69' | 2 – 30-1 | Dania · Allan Simonsen 28' · Per Røntved 50' · Allan Simonsen 83' | Passawa · Sędzia: Paweł Kazakow ( ZSRR) |
|                  |                                                                    |          |                                                                   |                                         |

| 29 sierpnia 1972 | Dania · Heino Hansen 16' · Allan Simonsen 39' · Kristen Nygaard Kristensen 44' · Heino Hansen 58' | 4 – 03-0 | Iran | Augsburg · Sędzia: Abderkrim Ziani ( Maroko) |
|                  |                                                                                                   |          |      |                                              |

| 31 sierpnia 1972 | Dania | 0 – 20-1 | Węgry · Ede Dunai 17' · Ede Dunai 84' | Augsburg · Sędzia: Oei Poh Hwa ( Malezja) |
|                  |       |          |                                       |                                           |

#### Runda druga
Grupa B'
| Drużyna | M | Mecze | Mecze | Mecze | Bramki | Bramki | Bramki | Pkt |
| Drużyna | M | W     | R     | P     | +      | –      | +/-    | Pkt |
| ------- | - | ----- | ----- | ----- | ------ | ------ | ------ | --- |
| Polska  | 3 | 2     | 1     | 0     | 8      | 2      | +6     | 5   |
| ZSRR    | 3 | 2     | 0     | 1     | 8      | 2      | +6     | 4   |
| Dania   | 3 | 1     | 1     | 1     | 4      | 6      | -2     | 3   |
| Maroko  | 3 | 0     | 0     | 3     | 1      | 11     | -10    | 0   |

| 3 września 1972 | Dania · Heino Hansen 27' | 1 – 11-1 | Polska · Kazimierz Deyna 36' | Regensburg · Sędzia: Abdelkader Aouissi ( Algieria) |
|                 |                          |          |                              |                                                     |

| 5 września 1972 | Maroko · Mohamed Merzaq 89' | 1 – 30-0 | Dania · Keld Bak 55' · Keld Bak 83' · Leif Printzlau 90' | Passawa · Sędzia: Werner Winsemann ( Kanada) |
|                 |                             |          |                                                          |                                              |

| 8 września 1972 | Dania | 0 – 40-2 | ZSRR · Wiktor Kazakow 20' · Wiaczesław Semenow 28' · Ołeh Błochin 55' · Jożef Sabo 88' | Augsburg · Sędzia: Dogan Babacan ( Turcja) |
|                 |       |          |                                                                                        |                                            |

### Pływanie
Mężczyźni
| Zawodniczka         | Konkurencja       | Eliminacje | Eliminacje | Półfinał      | Półfinał      | Finał         | Finał         |
| Zawodniczka         | Konkurencja       | Czas       | Miejsce    | Czas          | Miejsce       | Czas          | Miejsce       |
| ------------------- | ----------------- | ---------- | ---------- | ------------- | ------------- | ------------- | ------------- |
| Ejvind Pedersen     | 100 m grzbietowym | 1:00,83    | 2.         | 1:00,53       | 5.            | Nie awansował | Nie awansował |
| Lars Børgesen       | 100 m grzbietowym | 1:01,23    | 2.         | Nie awansował | Nie awansował | Nie awansował | Nie awansował |
| Ejvind Pedersen     | 200 m grzbietowym | 2:12,30    | 4.         | Nie awansował | Nie awansował | Nie awansował | Nie awansował |
| Lars Børgesen       | 200 m grzbietowym | 2:14,50    | 5.         | Nie awansował | Nie awansował | Nie awansował | Nie awansował |
| Karl Christian Koch | 100 m klasycznym  | 1:11,27    | 6.         | Nie awansował | Nie awansował | Nie awansował | Nie awansował |
| Karl Christian Koch | 200 m klasycznym  | 2:38,47    | 7.         | Nie awansował | Nie awansował | Nie awansował | Nie awansował |

Kobiety
| Zawodniczka              | Konkurencja      | Eliminacje | Eliminacje | Półfinał       | Półfinał       | Finał          | Finał          |
| Zawodniczka              | Konkurencja      | Czas       | Miejsce    | Czas           | Miejsce        | Czas           | Miejsce        |
| ------------------------ | ---------------- | ---------- | ---------- | -------------- | -------------- | -------------- | -------------- |
| Kirsten Strange-Campbell | 100 m dowolnym   | 1:03,83    | 7.         | Nie awansowała | Nie awansowała | Nie awansowała | Nie awansowała |
| Kirsten Strange-Campbell | 200 m zmiennym   | 2:33,15    | 7.         |                |                | Nie awansowała | Nie awansowała |
| Kirsten Strange-Campbell | 400 m zmiennym   | 5:25,97    | 7.         |                |                | Nie awansowała | Nie awansowała |
| Kirsten Knudsen          | 400 m dowolnym   | 4:53,76    | 7.         |                |                | Nie awansowała | Nie awansowała |
| Kirsten Knudsen          | 800 m dowolnym   | 10:02,56   | 7.         |                |                | Nie awansowała | Nie awansowała |
| Winnie Nielsen           | 100 m klasycznym | 1:23,00    | 7.         | Nie awansowała | Nie awansowała | Nie awansowała | Nie awansowała |
| Winnie Nielsen           | 200 m klasycznym | 2:59,31    | 7.         |                |                | Nie awansowała | Nie awansowała |

### Podnoszenie ciężarów
Mężczyźni
| Zawodnik        | Konkurencja | Wyciskanie | Wyciskanie | Rwanie   | Rwanie  | Podrzut  | Podrzut | Razem    | Pozycja |
| Zawodnik        | Konkurencja | Wynik      | Pozycja    | Wynik    | Pozycja | Wynik    | Pozycja | Razem    | Pozycja |
| --------------- | ----------- | ---------- | ---------- | -------- | ------- | -------- | ------- | -------- | ------- |
| Erling Johansen | -75 kg      | 137,5 kg   | 16.        | 127,5 kg | 11.     | 160 kg   | 13.     | 425,0 kg | 14.     |
| Ib Bergmann     | -82,5 kg    | 145,0 kg   | 14.        | 127,5 kg | 11.     | 155,0 kg | 17.     | 427,5 kg | 14.     |
| Bent Harsmann   | -110,0 kg   | 157,5 kg   | 22.        | 132,5 kg | 19.     | 175,0 kg | 20.     | 465,0 kg | 21.     |

### Strzelectwo
| Zawodnik            | Konkurencja                     | Wynik | Pozycja |
| ------------------- | ------------------------------- | ----- | ------- |
| Lennart Christensen | pistolet 25 m                   | 573   | 44.     |
| Vagn Andersen       | Karabin dowolny 3 postawy 300 m | 1125  | 24.     |
| Per Weichel         | Karabin dowolny 3 postawy 300 m | 1114  | 26.     |
| Henning Clausen     | karabin 3 postawy 50 m          | 1133  | 30.     |
| Per Weichel         | karabin 3 postawy 50 m          | 1130  | 33.     |
| Vagn Andersen       | karabin leżąc 50 m              | 584   | 76.     |
| Henning Clausen     | karabin leżąc 50 m              | 595   | 15.     |
| Niels-Ove Mikkelsen | skeet                           | 191   | 19.     |
| Ole Justesen        | skeet                           | 180   | 46.     |
| Egon Hansen         | trap                            | 180   | 33.     |

### Szermierka
Mężczyźni
| Reinhard Münster                                                                     | szpada indywidualnie | Christian Kaufer Ali Tayla Risto Hurme Claudio Francesconi Rolf Edling        | P (4:5) W (5:4) P (5:4) W (5:4) P (4:5) | Panagiotis Dourakos Jorge Castillejos Morten von Krogh François Jeanne Peter Lötscher | P (3:5) W (5:1) W (5:4) P (2:5) P (5:0) | Nie awansował  | Nie awansował  | Nie awansował  | Nie awansował  | Nie awansował  | Nie awansował  | Nie awansował  |                |                |                |
| Peter Askjær-Friis                                                                   | szpada indywidualnie | John Bouchier-Hayes Matthew Chan Daniel Giger Reinhold Behr Hryhorij Kriss    | P (4:5) W (5:2) W (5:2) P (1:5) P (2:5) | Nicola Granieri Roland Losert Ole Mørch Hryhorij Kriss Henryk Nielaba                 | W (5:2) P (2:5) P (4:5) P (3:5) P (4:5) | Nie awansował  | Nie awansował  | Nie awansował  | Nie awansował  | Nie awansował  | Nie awansował  | Nie awansował  |                |                |                |
| Ivan Kemnitz                                                                         | szpada indywidualnie | Peter Lötscher Andreas Vgenopoulos Stephen Netburn Gerry Wiedel Győző Kulcsár | W (5:4) W (5:0) P (3:5) P (3:5) P (4:5) | Nie awansował                                                                         | Nie awansował                           | Nie awansował  | Nie awansował  | Nie awansował  | Nie awansował  | Nie awansował  | Nie awansował  | Nie awansował  |                |                |                |
| Torben Bjerre-Poulsen Peter Askjær-Friis Ivan Kemnitz Reinhard Münster Jørgen Thorup | szpada drużynowo     | Węgry · Szwecja · RFN                                                         | P                                       |                                                                                       | Nie awansowali                          | Nie awansowali | Nie awansowali | Nie awansowali | Nie awansowali | Nie awansowali | Nie awansowali | Nie awansowali | Nie awansowali | Nie awansowali | Nie awansowali |

Kobiety
| Zawodniczka | Konkurencja          | Runda 1                                                                                              | Runda 1                                 | Ćwierćfinały                                                                                  | Ćwierćfinały                            | Półfinały      | Półfinały      | Finał          | Finał          | Pozycja        |
| Zawodniczka | Konkurencja          | Przeciwnik                                                                                           | Wynik                                   | Przeciwnik                                                                                    | Wynik                                   | Przeciwnik     | Wynik          | Przeciwnik     | Wynik          | Pozycja        |
| ----------- | -------------------- | --- | --------------------------------------- | --------------------------------------------------------------------------------------------- | --------------------------------------- | -------------- | -------------- | -------------- | -------------- | -------------- |
| Max Madsen  | floret indywidualnie | Marlene Infante Waltraut Peck-Repa Harriet King Marie-Chantal Depetris-Demaille Aleksandra Zabielina | P (2:4) W (4:1) W (4:1) W (4:2) P (1:4) | Mária Szolnoki Galina Gorochowa Marie-Chantal Depetris-Demaille Irmela Broniecki Kerstin Palm | P (3:4) W (4:3) W (4:0) P (0:4) P (0:4) | Nie awansowała | Nie awansowała | Nie awansowała | Nie awansowała | Nie awansowała |

### Wioślarstwo
Mężczyźni
| Zawodnik                                                          | Konkurencja | Eliminacje | Eliminacje | Repesaż | Repesaż | Półfinały      | Półfinały      | Finał          | Finał          | Miejsce        |
| Zawodnik                                                          | Konkurencja | Czas       | M.         | Czas    | M.      | Czas           | M.             | Czas           | M.             | Miejsce        |
| ----------------------------------------------------------------- | ----------- | ---------- | ---------- | ------- | ------- | -------------- | -------------- | -------------- | -------------- | -------------- |
| Kim Børgesen                                                      | M1x         | 7:58,94    | 4.         | 7:56,66 | 3.      | 8:27,93        | 4.             | 8:09,04        | 5.             | 11.            |
| Niels Secher Jørgen Engelbrecht                                   | M2x         | 7:11,32    | 1.         |         |         | 7:31,23        | 1.             | 7:14,19        | 4.             | 4.             |
| Willy Poulsen Peter Fich Christiansen Egon Pedersen Rolf Andersen | M4-         | 6:47,60    | 2.         | 7:04,37 | 2.      | 7:16,01        | 2.             | 6:37,28        | 6.             | 6.             |
| Mogens Holm Bjarne Pedersen Per Wind Jens Lindhardt Kim Wind      | M4+         | 7:08,22    | 5.         | 7:19,57 | 5.      | Nie awansowali | Nie awansowali | Nie awansowali | Nie awansowali | Nie awansowali |

### Zapasy
| Zawodnik         | Konkurencja | Runda pierwsza   | Runda druga           | Runda trzecia    | Runda czwarta      | Runda piąta      | Runda szósta     | Runda siódma     | Runda finałowa   | Runda finałowa | Pozycja       |
| Zawodnik         | Konkurencja | Przeciwnik Wynik | Przeciwnik Wynik      | Przeciwnik Wynik | Przeciwnik Wynik   | Przeciwnik Wynik | Przeciwnik Wynik | Przeciwnik Wynik | Przeciwnik Wynik |                | Pozycja       |
| ---------------- | ----------- | ---------------- | --------------------- | ---------------- | ------------------ | ---------------- | ---------------- | ---------------- | ---------------- | -------------- | ------------- |
| Jørn Krogsgaard  | -57 kg      | Risto Björlin P  | Harald Hervig P       | Nie awansował    | Nie awansował      | Nie awansował    | Nie awansował    | Nie awansował    | Nie awansował    | Nie awansował  | Nie awansował |
| Tage Juhl Weirum | -68 kg      | Djan-Aka Djan W  | Manfred Schöndorfer P | wolny los        | Stojan Apostołow P | Nie awansował    |                  |                  | Nie awansował    | Nie awansował  | Nie awansował |
| John Pedersen    | -82 kg      | Sadao Satō P     | Kirył Dymitorow P     | Nie awansował    | Nie awansował      | Nie awansował    |                  |                  | Nie awansował    | Nie awansował  | Nie awansował |

### Żeglarstwo
| Zawodnik                                                  | Konkurencja       | Wyścig | Wyścig | Wyścig | Wyścig | Wyścig | Wyścig | Wyścig | Punkty | Finałowa pozycja |
| Zawodnik                                                  | Konkurencja       | 1      | 2      | 3      | 4      | 5      | 6      | 7      | Punkty | Finałowa pozycja |
| --------------------------------------------------------- | ----------------- | ------ | ------ | ------ | ------ | ------ | ------ | ------ | ------ | ---------------- |
| Steen Kjølhede                                            | Finn              | 22,0   | 45,0   | 5,7    | 23,0   | 14,0   | 41,0   | 31,0   | 136,7  | 19.              |
| Hans Fogh Ulrik Brock                                     | Latający Holender | 8,0    | 18,0   | 15,0   | 11,7   | 11,7   | 10,0   | 22,0   | 74,4   | 7.               |
| Klaus Føge Jensen Mogens Larsen                           | Tempest           | 17,0   | 19,0   | 26,0   | 18,0   | 20,0   | 21,0   | 28,0   | 121,0  | 17.              |
| Frank Høj Jensen Gunner Dahlgaard Poul Richard Høj Jensen | Dragon            | 23,0   | 25,0   | 15,0   | 17,0   | 10,0   | 3,0    |        | 68,0   | 7.               |
| Jan Kjærulff Paul Elvstrøm Valdemar Bandolowski           | Soling            | 13,0   | 23,0   | 0,0    | 11,7   | 35,0   | 32,0   |        | 79,7   | 13.              |